# Сорана (Пистоја)
Сорана је насеље у Италији у округу Пистоја, региону Тоскана.
Према процени из 2011. у насељу је живело 110 становника. Насеље се налази на надморској висини од 407 м.